# Delia González de Reufels
Delia González de Reufels (* 1968) ist eine Neuzeithistorikerin, deren Forschungsschwerpunkt auf der Geschichte Lateinamerikas liegt.

## Wissenschaftliche Laufbahn
González de Reufels ist Professorin für Neuere und Neueste Geschichte mit dem Schwerpunkt der Geschichte Lateinamerikas an der Universität Bremen.
Sie studierte die Fächer Iberische und Lateinamerikanische Geschichte, Romanistik/Spanisch und Anglistik an der Universität zu Köln, dem Londoner Goldsmiths´ College, und an der Universität Salamanca. Von 1996 bis 2003 war sie Lehrbeauftragte der Iberischen und Lateinamerikanischen Abteilung an der Universität Köln. Dort wurde sie auch mit dem Thema Siedler und Filibuster in Sonora: Eine mexikanische Region im Interesse ausländischer Abenteurer und Mächte, 1821-1860 promoviert.
Forschungsaufenthalte führten González de Reufels nach Frankreich und in die USA. Im Jahr 2002 war sie  Gastprofessorin am Centro de Estudios Históricos des Colegio de Michoacán in Zamora, Mexiko. Ihre wissenschaftliche Entwicklung wurde außerdem u. a. im Rahmen des Hochschulsonderprogramms HSP III vom Deutschen Akademischen Austauschdienst (DAAD) und durch das Deutsche Historische Institut in Washington, D.C. gefördert.
An der Universität Bremen war sie von 2004 bis 2010 Juniorprofessorin, bis sie dort den Ruf auf die Professur erhielt.

## Mitgliedschaften und weitere Funktionen (Auswahl)
- Koordinatorin der Arbeitsgruppe Latin American History in Global Perspective[2] in der Arbeitsgemeinschaft Deutsche Lateinamerikaforschung (ADLAF)
- Asociación de Historiadores Latinoamericanistas Europeos (AHILA)

## Auszeichnung
- Dezember 2004: Preisträgerin der Offermann-Hergarten-Stiftung der Philosophischen Fakultät der Universität zu Köln

## Veröffentlichungen (Auswahl)
- Als Herausgeberin: Von fernen Frauen: Beiträge zur lateinamerikanischen Frauen- und Geschlechtergeschichte, HISTORAMERICANA 21, Stuttgart 2009.
- Hg. gemeinsam mit Chantal Cramaussel: Viajeros y migrantes franceses en la América española y portuguesa durante el siglo XIX, 2 Bde., Zamora 2007.
- Hg. gemeinsam mit Dirk Hoerder: Migration to Mexico, Migration in Mexico? A Special Case, in: Dirk Hoerder und Nora Faires (Hg.): Migrants and Migration in Modern North America: Cross-Border Lives, Labor Markets, and Politics, Durham 2011, S. 188–209.
- Hg. gemeinsam mit Mónika Contreras Saiz: “Unhealthy houses, incorrect neighbors”: The housing problem of the police force and a pioneering social policy in Chile, in: SOCIUM SFB 1342 WorkingPapers No. 17 (2021). Online unter: socialpolicydynamics.de (Memento vom 23. Februar 2024 im Internet Archive)
- Health, Education, and General Conscription: Chilean Social Policy and the Military in the Second Half of the Nineteenth and Early Twentieth Century, in: Historical Social Research 45 (2020) 2, S. 114–142. Online unter: doi:10.12759/hsr.45.2020.2.114-142
- Filibusterismo y nación: La expedición de William Walker en Baja California y Sonora, in: Victor-Hugo Acuña Ortega  (Hg.): Filibusterismo y Destino Manifiesto en las Américas, San José 2008.
- Eine Elite erfindet sich selbst. Französische Einwanderung nach Nordwest-Mexiko im 19. Jahrhundert, in: Dittmar Dahlmann und Reinhold Reith (Hg.): Eliten und Wissenstransfer (Migration in Geschichte und Gegenwart Bd. 3), Essen 2008, S. 159–179.
- Siedler und Filibuster in Sonora – Eine mexikanische Region im Interesse ausländischer Abenteurer und Mächte (1821–1860)[3], (Lateinamerikanische Forschungen, Bd. 31), Köln/Weimar/Wien 2003.